# 生田 (川崎市)
生田（いくた）は、神奈川県川崎市多摩区の地名。現行行政地名は生田1丁目から生田8丁目。住居表示実施済区域。

## 地理
多摩区の西部に位置し、北東に中野島・登戸、東に枡形、南東に東三田、南に三田、南西に西生田、西に寺尾台、北西に菅馬場と接している。

### 地価
住宅地の地価は、2025年（令和7年）1月1日の公示地価によれば、生田3丁目9-3の地点で25万5000円/m²、生田5丁目22-4の地点で17万6000円/m²、生田8丁目16-3の地点で19万8000円/m²となっている。

## 歴史

### 沿革
- 1875年（明治8年） - 上菅生村と五段田村が合併して（旧）生田村が成立した。生田の名はここに始まる。
- 1889年（明治22年）4月1日 - 町村制の施行により、旧生田村とその他の村が合併し生田村が成立。旧生田村の範囲は橘樹郡生田村大字生田となる。
- 1938年（昭和13年）10月1日 - 橘樹郡生田村が川崎市に編入し、川崎市生田となる。
- 1972年（昭和47年）4月1日 - 川崎市が政令指定都市に指定され、多摩区が設立。川崎市多摩区生田となる。
- 1981年（昭和56年）10月12日 - 住居表示の実施に伴い、大字生田の一部を分離し、生田1丁目から生田8丁目を新設[5][9]。

### 町名の変遷
| 実施後    | 実施年月日                 | 実施前（各町名ともその一部） |
| --------- | -------------------------- | ---------------------------- |
| 生田1丁目 | 1981年（昭和56年）10月12日 | 生田字菅生耕地               |
| 生田2丁目 | 1981年（昭和56年）10月12日 | 生田字土渕耕地               |
| 生田3丁目 | 1981年（昭和56年）10月12日 | 生田字土渕耕地               |
| 生田4丁目 | 1981年（昭和56年）10月12日 | 生田字土渕                   |
| 生田5丁目 | 1981年（昭和56年）10月12日 | 生田字寒谷                   |
| 生田6丁目 | 1981年（昭和56年）10月12日 | 生田字大作、北大作           |
| 生田7丁目 | 1981年（昭和56年）10月12日 | 生田字西五反田               |
| 生田8丁目 | 1981年（昭和56年）10月12日 | 生田字東五反田、榎戸西       |

## 世帯数と人口
2025年（令和7年）6月30日現在（川崎市発表）の世帯数と人口は以下の通りである。
| 丁目      | 世帯数    | 人口     |
| --------- | --------- | -------- |
| 生田1丁目 | 1,221世帯 | 2,472人  |
| 生田2丁目 | 799世帯   | 1,562人  |
| 生田3丁目 | 1,062世帯 | 2,220人  |
| 生田4丁目 | 449世帯   | 884人    |
| 生田5丁目 | 621世帯   | 1,212人  |
| 生田6丁目 | 1,438世帯 | 2,651人  |
| 生田7丁目 | 1,005世帯 | 1,544人  |
| 生田8丁目 | 1,339世帯 | 2,255人  |
| 計        | 7,934世帯 | 14,800人 |

### 人口の変遷
国勢調査による人口の推移。
| 年                 | 人口   |
| ------------------ | ------ |
| 1995年（平成7年）  | 12,482 |
| 2000年（平成12年） | 13,128 |
| 2005年（平成17年） | 13,749 |
| 2010年（平成22年） | 14,169 |
| 2015年（平成27年） | 14,465 |
| 2020年（令和2年）  | 15,048 |

### 世帯数の変遷
国勢調査による世帯数の推移。
| 年                 | 世帯数 |
| ------------------ | ------ |
| 1995年（平成7年）  | 5,316  |
| 2000年（平成12年） | 5,894  |
| 2005年（平成17年） | 6,391  |
| 2010年（平成22年） | 6,787  |
| 2015年（平成27年） | 7,044  |
| 2020年（令和2年）  | 7,553  |

## 学区
市立小・中学校に通う場合、学区は以下の通りとなる（2022年3月時点）。
| 丁目      | 番・番地等       | 小学校               | 中学校             |
| --------- | ---------------- | -------------------- | ------------------ |
| 生田1丁目 | 全域             | 川崎市立生田小学校   | 川崎市立生田中学校 |
| 生田2丁目 | 1～18番          | 川崎市立生田小学校   | 川崎市立枡形中学校 |
| 生田2丁目 | 19～21番         | 川崎市立東生田小学校 | 川崎市立枡形中学校 |
| 生田3丁目 | 全域             | 川崎市立生田小学校   | 川崎市立枡形中学校 |
| 生田4丁目 | 全域             | 川崎市立生田小学校   | 川崎市立生田中学校 |
| 生田5丁目 | 全域             | 川崎市立生田小学校   | 川崎市立生田中学校 |
| 生田6丁目 | 全域             | 川崎市立生田小学校   | 川崎市立生田中学校 |
| 生田7丁目 | 全域             | 川崎市立生田小学校   | 川崎市立生田中学校 |
| 生田8丁目 | 1～12番 27～29番 | 川崎市立東生田小学校 | 川崎市立生田中学校 |
| 生田8丁目 | 13～26番         | 川崎市立東生田小学校 | 川崎市立枡形中学校 |

## 事業所
2021年（令和3年）現在の経済センサス調査による事業所数と従業員数は以下の通りである。
| 丁目      | 事業所数  | 従業員数 |
| --------- | --------- | -------- |
| 生田1丁目 | 49事業所  | 485人    |
| 生田2丁目 | 41事業所  | 673人    |
| 生田3丁目 | 31事業所  | 215人    |
| 生田4丁目 | 11事業所  | 133人    |
| 生田5丁目 | 8事業所   | 21人     |
| 生田6丁目 | 22事業所  | 73人     |
| 生田7丁目 | 149事業所 | 1,193人  |
| 生田8丁目 | 44事業所  | 249人    |
| 計        | 355事業所 | 3,042人  |

### 事業者数の変遷
経済センサスによる事業所数の推移。
| 年                 | 事業者数 |
| ------------------ | -------- |
| 2016年（平成28年） | 353      |
| 2021年（令和3年）  | 355      |

### 従業員数の変遷
経済センサスによる従業員数の推移。
| 年                 | 従業員数 |
| ------------------ | -------- |
| 2016年（平成28年） | 2,640    |
| 2021年（令和3年）  | 3,042    |

## 交通

### 鉄道
- 小田急電鉄 小田原線
  - 生田駅

### 道路
- 神奈川県道3号世田谷町田線
- 神奈川県道9号川崎府中線

## 施設
- 多摩区役所 生田出張所
- 神奈川県立生田東高等学校
- 川崎市立生田小学校
- 生田駅前郵便局[20]
- 多摩警察署 生田交番

## その他

### 日本郵便
- 郵便番号 : 214-0038[3]（集配局 : 登戸郵便局[21]）

### 警察
町内の警察の管轄区域は以下の通りである。生田交番は2024年3月31日をもって廃止になり、管轄は向ヶ丘遊園駅前交番、読売ランド駅前交番、長沢交番が分割担当することになった。
| 丁目      | 番・番地等 | 警察署     | 交番・駐在所       |
| --------- | ---------- | ---------- | ------------------ |
| 生田1丁目 | 全域       | 多摩警察署 | 読売ランド駅前交番 |
| 生田2丁目 | 全域       | 多摩警察署 | 読売ランド駅前交番 |
| 生田3丁目 | 全域       | 多摩警察署 | 読売ランド駅前交番 |
| 生田4丁目 | 全域       | 多摩警察署 | 読売ランド駅前交番 |
| 生田5丁目 | 全域       | 多摩警察署 | 読売ランド駅前交番 |
| 生田6丁目 | 全域       | 多摩警察署 | 読売ランド駅前交番 |
| 生田7丁目 | 全域       | 多摩警察署 | 読売ランド駅前交番 |
| 生田8丁目 | 全域       | 多摩警察署 | 読売ランド駅前交番 |